# Ski sur herbe

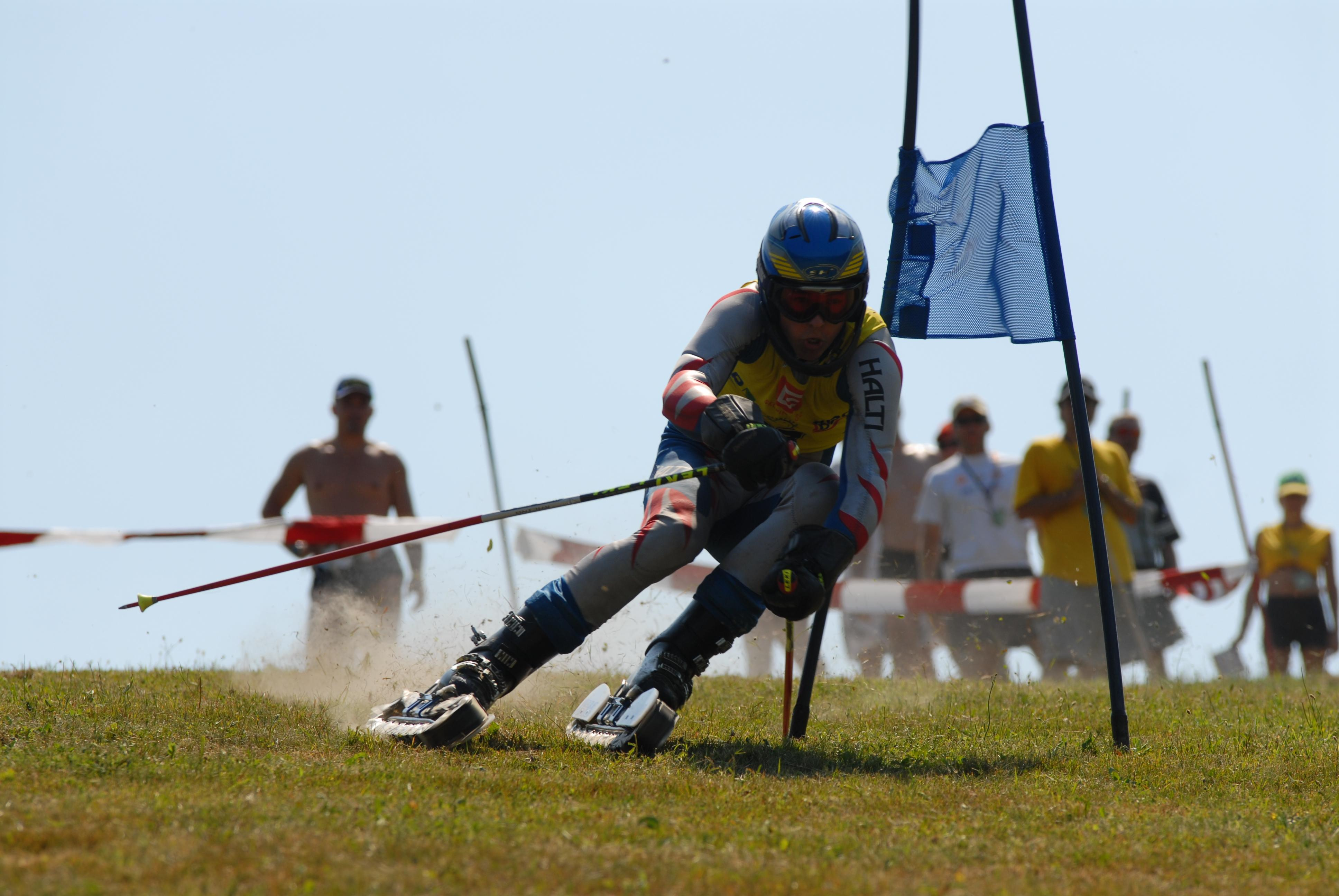
Slalom géant en ski sur herbe.

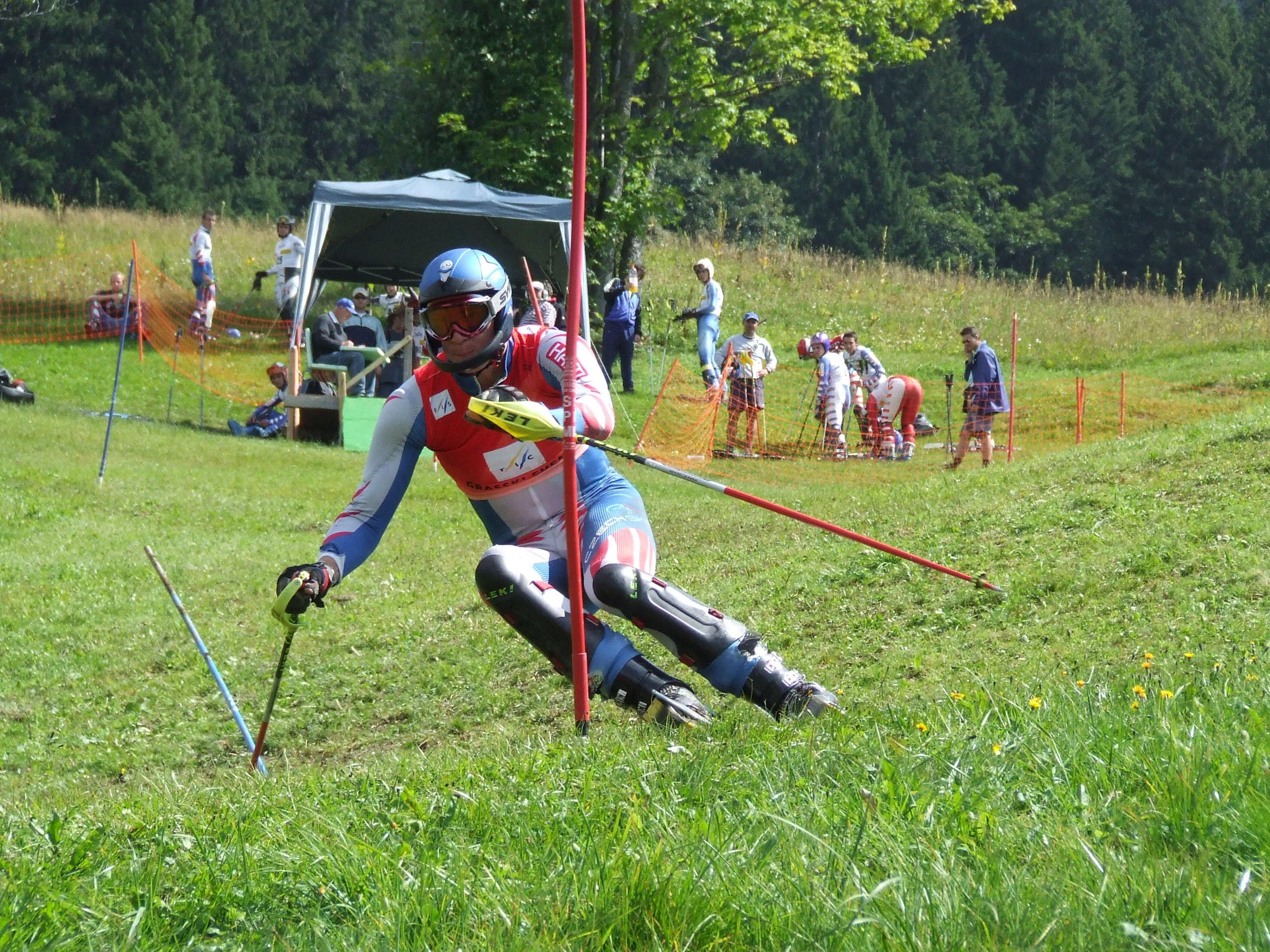
Slalom en ski sur herbe.

Le ski sur herbe est un sport de glisse qui se pratique sur des pentes enherbées.
La technique ressemble beaucoup à celle du ski alpin. Les skis sont plus courts (50 cm à 1 m suivant les modèles) et ne permettent pas de déraper comme en « chasse-neige ». Il existe deux sortes de ski sur herbe :
- les modèles à roues (Skirou) permettent de pratiquer sur des itinéraires en tout terrain (herbe, terre, goudron) et sont facilement accessibles aux débutants. Les figures de freestyle sont réservées aux plus expérimentés ;
- les modèles à chenilles et roulettes (Rollkäs, Roll Racer) sont plus rapides, demandent plus de précision et exigent un terrain propre et peu accidenté. Ces modèles sont utilisés par les clubs et en compétition. Pour les skieurs alpins, le ski sur herbe développe les qualités comme l'équilibre, l'anticipation, le contact ski-terrain et l'engagement.

## Compétitions
Les compétitions de ski sur herbe ont lieu sur des pistes de ski pendant les mois où il n'y a pas de neige. Les disciplines sont : slalom, slalom géant et Super-G. C'est la Fédération internationale de ski qui établit les règlements. Elle organise tous les ans la Coupe du monde.
Les fédérations nationales sont actives en France, Allemagne, Autriche, Suisse, Italie, République tchèque, Japon, Iran, Australie, Slovaquie, Grande-Bretagne, Turquie et Chine.